# غاستون جينجراس
غاستون جينجراس هو لاعب هوكي الجليد كندي، ولد في 13 فبراير 1959 في بلدية مقاطعة تميسكامينغ الإقليمية ‏ في كندا.

## وصلات خارجية
- غاستون جينجراس على موقع دوري الهوكي الوطني (الإنجليزية)
- غاستون جينجراس على موقع EliteProspects.com (الإنجليزية)
- غاستون جينجراس على موقع HockeyDB.com (الإنجليزية)
- غاستون جينجراس على موقع Hockey-Reference.com (الإنجليزية)